# Ashley Young
Ashley Young (n. 9 iulie 1985, Stevenage, Anglia, Regatul Unit) este un fotbalist britanic, care joacă pe post de mijlocaș lateral sau fundaș lateral la Everton în Premier League. Pe plan internațional, are prezențe la națională pentru Anglia U-21⁠(d) și Anglia. Este de origine jamaicană.

## Cariera

### Cariera internațională

#### Calificări pentru Cupa Mondială 2010
| Acasa  | Scor     | Deplasare |
| ------ | -------- | --------- |
| Anglia | 6-0(3-0) | Andorra   |